# Lijst van nationale parken in Congo-Kinshasa
Hieronder volgt een lijst van nationale parken in Congo-Kinshasa.
Naast de nationale parken zijn er ook verschillende natuurreservaten, waaronder het Okapiwildpark. Vier nationale parken (Nationaal park Salonga, Nationaal park Virunga, Nationaal park Garamba en Nationaal park Kahuzi-Biéga) staan op de Unesco-Werelderfgoedlijst, maar hebben alle de status bedreigd werelderfgoed.
| Nationaal park              | Stichtingsjaar | Oppervlakte (km2) | Foto |  |
| --------------------------- | -------------- | ----------------- | ---- |  |
| Nationaal park Garamba      | 1938           | 4920              |      |  |
| Nationaal park Kahuzi-Biéga | 1970           | 6000              |      |  |
| Nationaal park Kundelungu   | 1970           | 7600              |      |  |
| Nationaal park Lomami       | 2016           | 8879              |      |  |
| Nationaal park Maiko        | 1970           | 10885             |      |  |
| Nationaal park Mangroves    | 1992           | 768               |      |  |
| Nationaal park Salonga      | 1970           | 36000             |      |  |
| Nationaal park Upemba       | 1939           | 11730             |      |  |
| Nationaal park Virunga      | 1925           | 7800              |      |  |